# Iago (Disney)
Iago è un personaggio immaginario e l'antagonista secondario del film d'animazione Aladdin (1992) e del film live action del 2019. È un pappagallo parlante (un Ara macao, per la precisione), che serve come galoppino per Jafar, l'antagonista principale del film. Ma a partire dal seguito del film, Il ritorno di Jafar, Iago si redime e passa dalla parte dei protagonisti, e questo fa di lui uno dei pochi cattivi Disney che si sono pentiti. Nonostante rimanga largamente irritabile, egoista, codardo, brontolone e, a volte, anche incivile, diventa sostanzialmente buono, altruista e amichevole, in entrambi i due film e nella serie televisiva.
Il suo nome deriva, quasi sicuramente, dall'antagonista della tragedia di William Shakespeare, Otello. Will Finn, animatore del personaggio, cercò di trasferirvi alcuni tratti distintivi del suo doppiatore originale, il comico Gilbert Gottfried, come gli occhi semichiusi o la dentatura sempre in vista.
Nell'episodio 53 della serie animata la scherzosa divinità, nota come Caos, trasforma la testa di Iago in quella di un essere umano, precisamente una caricatura dello stesso Gottfried.

## Descrizione
Iago è un personaggio decisamente irascibile, egoista, un po' maleducato e codardo, nonché abituato a lamentarsi e fare commenti sarcastici e taglienti, ma in fondo indifeso e dotato di un buon cuore. Nel corso delle avventure di Aladdin e compagni, quando i protagonisti sono in pericolo, egli tende ad agire egoisticamente, scegliendo di salvare le proprie penne, spesso in compagnia di qualche tesoro, e abbandonando i suoi amici al proprio destino, salvo poi farsi prendere dai sensi di colpa e tornare sui suoi passi, rischiando la vita, perdendo il tesoro e salvando gli amici (il tutto accompagnato da borbottii, per la sua "eccessiva bontà").
Iago è anche piuttosto irascibile, non ama mostrare il suo lato buono, e spesso rifiuta i premi per le sue buone azioni. Oltre ad essere in grado di parlare la lingua umana, riesce a mimare perfettamente la voce altrui. Sembra essere molto informato riguardo al mondo magico, per via degli anni passati al servizio di Jafar, nonostante non pratichi la stregoneria in prima persona, ed è l'unico del gruppo che abbia mai sentito parlare di Mirage quando Aladdin la incontra per la prima volta. Nel corso della serie si innamorerà, ricambiato, di Zondra l'Uccello della Pioggia della foresta Amazzonica. Come lei, anche Iago è originario della giungla tropicale brasiliana ma nello stesso episodio scopriamo anche che Iago si è trasferito dal Sud America nel deserto arabo non sopportando i climi umidi. Nell'episodio 72 della serie animata, scopriamo che si è disfatto della sua coscienza, dopo averla incatenata, chiusa a chiave in una cassa e buttata in mare, e che ha scatenato una delle guerre più violente della Mesopotamia, solo per accaparrarsi il mercato dei pomodori fritti. Nel secondo film, Jafar afferma di aver acquistato Iago in un bazar dove era tenuto in gabbia e costretto a chiedere biscotti alla gente. Forse proprio questo è all'origine dell'odio viscerale di Iago per i biscotti.

## Biografia
Nel primo film è proprio lui a consigliare a Jafar l'idea di sposare Jasmine in modo che lui diventi sultano, oltre ad assisterlo per tutto il film. Alla fine, quando Jafar come ultimo desiderio si trasforma in un genio, Iago cerca di scappare ma viene afferrato dallo stregone e così sia Iago che Jafar rimangono intrappolati dentro la lampada e iniziano a litigare per il loro fallimento. Iago rimprovera Jafar per la sua decisione così stupida e mentre i due litigano il Genio prende la lampada con ancora intrappolati Iago e Jafar e la scaglia verso la Caverna delle Meraviglie dove i due dovranno sopportare diecimila anni di reclusione.
Nel secondo film solo dopo quattro mesi Iago riesce ad uscire dalla lampada anche se il suo fondoschiena rimane incastrato e comincia a volare verso l'uscita della Caverna e dopo essere riuscito ad uscire sbuca dalla sabbia si libera completamente e abbandona Jafar, ancora intrappolato nella lampada in un pozzo essendo stanco dei suoi odiati insulti, passa dalla parte dei buoni, diventando molto amico di Aladdin, e alla fine sarà proprio lui, ormai pentito e passato definitivamente dalla parte dei buoni a distruggere la lampada di Jafar, decretando così la sua fine.
Alla fine del terzo film, dopo che tutti i gravissimi malintesi sono stati chiariti, il Sultano dimostra clemenza e decide di graziarlo dalla pena del carcere a vita per la sua complicità con il Re dei Ladri. Iago può quindi riprendere la vita di palazzo come se niente fosse accaduto, ma ritenendola troppo sentimentale con i novelli sposi, Aladdin e Jasmine, e preferendo conservare la sua "robusta gioia di vivere", decide di partire per un po' di tempo con Cassim, il padre di Aladdin ed ex Re dei Ladri, con il quale ha legato molto nel corso della storia, che invece è stato solo esiliato fino a quando non avrà compensato tutti i suoi crimini, raccomandandogli di non esagerare con l'onestà.
Nell'episodio crossover tra la serie animata di Hercules e quella di Aladdin, Iago non compare, essendo ambientata poco dopo la sua partenza con Cassim se Jasmine dice che è sposata, ma viene nominato da Jafar che, quando Ade gli dice che dovrebbe avere uno schiavo, lui gli risponde: "Io avevo un servitore ... un insidioso pappagallo!". Almeno così, stando ancora viaggiando lontano da Agrabah, Iago è riuscito a sfuggire alla vendetta di Jafar, anche se il suo vero ed unico obiettivo era Aladdin.
Ricompare infine nell'episodio di Jasmine, nella mini-serie Disney Princess: Le magiche fiabe - Insegui i tuoi sogni, ambientata qualche tempo dopo l'episodio crossover, dove è tornato ad Agrabah dopo che i suoi viaggi con Cassim sono finiti.

## Altri camei
Come molti altri personaggi Disney, Iago è un personaggio ospite nella serie televisiva House of Mouse - Il Topoclub e nel suo primo film d'animazione Il bianco Natale di Topolino - È festa in casa Disney. Curiosamente, nella serie lui e Jafar sono ritratti nuovamente come amici e Iago sarà dalla parte dei cattivi quando cercheranno di impadronirsi del Topoclub.
Iago appare come uno degli antagonisti secondari nel secondo film d'animazione di House of Mouse, Topolino & i cattivi Disney.
Nel remake live-action del 2019, Lago mantiene il ruolo di alleato di Jafar ed è interpretato da un normale Ara scarlatta, parla poco ed appare quando serve. Appare più normale, meno sarcastico e a tratti più inquietante.
Nel libro A Twisted Tale-Un mondo nuovo, Iago mantiene la sua natura astuta e opportunista. Non è più solo il servitore di Jafar, ma diventa un personaggio chiave che sfrutta le sue abilità manipolative per i propri scopi. Invece di essere esclusivamente fedele a Jafar, Iago agisce come una sorta di "doppio agente", offrendo informazioni e aiuto sia a Jafar che ad Aladdin e Jasmine, a seconda di chi gli offra il vantaggio maggiore. La sua lealtà è puramente a se stesso. Le sue motivazioni sono spesso guidate dal desiderio di potere e riconoscimento. Cerca di elevarsi socialmente e di ottenere influenza ad Agrabah, manipolando gli eventi a suo favore e svelando segreti al momento opportuno. Il suo sarcasmo e la sua intelligenza acuta gli permettono di adattarsi rapidamente alle situazioni, rendendolo un personaggio imprevedibile e un'arma a doppio taglio per chiunque cerchi di usarlo. A volte le sue azioni, sebbene egoistiche, finiscono per avere conseguenze inaspettate che alterano il corso della storia.
Fa dei brevi cameo in Disney Princess: The Castle Quest (2023), come un uccello della banda dei pirati e in Once Upon a Studio (2023), in cui deride Pippo mentre scivola e fa rompere la videocamera.

## Accoglienza
Parlando del sequel di Aladdin, il personaggio è stato spesso descritto come la vera star del film.